# Международно движение за свободен Тибет
Международно движение за свободен Тибет (на английски: International Tibet Independence Movement) е организация създадена с цел създаване на независима държава в рамките на историческите области на Тибет - У Цанг, Кхам и Амдо.
Подкрепата на това движение в рамките на Тибет е забранена от Китайското правителство. Поради това организацията му се осъществява освен от местните жители и от дейци извън страната. По време на ицидентите в областта през 2008 Далай Лама заявява, че това което желае е по-голяма автономия, но не и пълна независимот от Китай.
Движението се активизира по целия свят по време на преминаването на олимпийския огън през големите световни столици през 2008. Демонстрантите протестират за прекратяване на политиката на Китай спрямо Тибет и бойкотиране на олимпийските игри в Пекин.
Движението печели подкрепата на много будисти по целия свят и на много известни личности. Сред тях са Ред Хот Чили Пепърс, Парис Хилтън, Рейдж Агейнст дъ Мъшин, Бьорк, Линдзи Лоън и други.